# Borlänge Simsällskap
Borlänge Simsällskap (Borlänge SS) är en simklubb från Borlänge. Den bildades den 9 oktober 1944.
Bland annat Lars Frölander, Susanne Ackum och Per Johansson har tävlat för klubben.